# Polisemia
In semantica, la polisemia (dal greco polysemos, "dai molti significati", da polys, "molteplice", e sema, "segno") è la proprietà che una parola ha di esprimere più significati. Il significato del termine, nell'accezione comune, si è esteso anche ad altri segni: non più solo alla parola, ma anche all'immagine, al suono ecc.

## Distinzioni
La polisemia si distingue dall'omonimia in quanto, nel caso dell'omonimia, i diversi significati di un lessema si trovano ad essere rappresentati da un'unica forma ortografica solo per caso, per una serie di controversie etimologiche, mentre nel caso della polisemia i diversi significati della parola polisemica sono correlati etimologicamente e semanticamente, e tale correlazione è avvertita chiaramente dal parlante.